# 企业营销
企业营销指个人或组织，包括企业、政府和机构，采取的促进将产品和服务销售给其它公司或者组织的方法。这些其它公司和组织将这些产品和服务作为他们自己的产品和服务的一部分进行再销售或者用它们来支持他们的运营。企业营销还被称为工业营销、企业对企业营销，或者简称为B2B营销。（注意：尽管对政府的营销和组织营销的动态变化有些相似，B2G营销在意思上是不同的。）

## 企业营销的起源
在最广的意义上，这种一个承办商和另一个进行贸易的做法和商业一样古老。然而，像今天我们知晓的这样在市场营销学领域占有一席之地还是最近的事。在他的《企业营销研究基础》的介绍中，纽约城市大学Zicklin商学院的市场营销学教授J. David Lichtenthai强调指出工业营销自19世纪中期就存在了，尽管关于企业营销的大量的研究直到近25年才出现。
Morris, Pitt and Honeycutt 2001指出很多年来企业营销都不如消费者营销重要。消费者营销指商品和服务提供商通过大众传媒和零售渠道直接向家庭出售。这种状况在1970年代中期到后期开始改变。各种学术期刊，例如《企业营销杂志》和《企业和工业营销杂志》，定期发表关于这个课题的研究，每年关于企业营销的学术会议也定期召开。另外，企业营销的课程在今天的很多大学里也很常见。事实上，Dwyer and Tanner (2006)指出更多的市场营销专业的学生今天从企业营销而不是消费者营销开始他们的职业。

## 企业营销和消费者营销
尽管表面上企业营销和消费者营销的区别很明显，二者之间存在着更微妙的区别和更重要的分歧。Dwyer and Tanner (2006)注意到企业营销的分销渠道一般更短更直接。
消费者营销的目标是大量的人口统计群体，主要通过大众传媒和零售商，而企业营销中买卖双方的谈判过程更加私人化。Hutt and Speh (2004)指出大部分企业营销人员只把促销预算的一小部分用于广告，而且通常是通过直接邮递和行业杂志。尽管广告有限，它通常能帮助企业营销人员成功地建立销售拜访。
向以盈利为目的的企业推销（B2B营销）和向私用的个人推销（B2C营销）的基本概念是相似的。无论是B2C，B2B还是B2G，市场人员都必须总是：
- 成功地将产品服务的长处和一个明确的目标市场的需求相匹配；
- 为产品服务定位定价使它符合市场需要，这通常是个很微妙的平衡；
- 以能够想目标市场有效地表明它的价值的方式传播和销售。

这些就是1960年E. Jerome McCarthy最先纪录的市场营销的四个P（市场营销组合）的基本原则。

## B2B销售中谁是消费者？
“其它企业”似乎是个简单的回答，但是Dwyer and Tanner (2006)将企业消费者分为四个大类：使用产品或服务的公司、政府部门、机构和分销商。
第一类包括原装设备制造商，例如将买来的量表装在他们的汽车里的汽车制造商，和购买产品用于自己消费的公司用户。第二类，政府部门，是最大一类。事实上，美国政府是这个国家最大的产品和服务购买者，每年花费三千亿美金。这一类还包括州政府和当地政府。第三类，机构，包括学校、医院和疗养院、教堂、慈善机构。最后，分销商包括批发商、经纪人和工业分销商。
那么企业营销和消费者营销之间的主要区别是什么呢？
B2C销售针对个人。那个人的决定可能会受到其他因素（如家庭成员或者朋友）的影响，但是最终掏腰包的是一个人。B2B销售针对组织。这个简单的区别包含了一系列复杂的不同，这些不同来自于销售的组织结构，也随着企业大小、位置、行业、收入来源等“企业统计群体”（亦即用于划分企业的“人口统计群体 ”）的不同而不同。
市场营销组合经常受B2B独特性的影响，这种独特性包括企业产品和服务的复杂性、需求的多样性和销售本身的不同特性（包括更少的顾客购买更大的量）。因为B2BA销售的这些重要的微妙之处，McCarthy原来提出的四个P就有了更多分类。

## B2B营销战略

### B2B品牌经营
B2B品牌经营和B2C有很大不同，包括必须使集团品牌、部门品牌和产品服务品牌一致和将品牌标准应用到通常被认为“非正式”的物体上，例如电子邮件和其它电子沟通方式。

### 产品（或服务）
因为企业客户以创造股东价值为核心，将产品和服务节约成本和产生收入的益处纳入产品开发和营销环节很重要。

### 人（目标市场）
通常，企业产品和服务的目标市场更小、需求更专业化，反映了其特定的行业或者市场地位。除了目标市场的大小，企业客户做的是组织购买决策，它的动态变化，无论是程序上还是他们怎样评判所买物品的价值，和消费者市场非常不同。影响购买决策的因素可能很多，即使他们不是购买的决策人员，他们也许也应该是市场营销的对象。

### 定价
如果你知道如何包装定价和支付条件，你将能够比消费者市场更经常地劝服企业市场付高价。如果你有很强的品牌，得到高价尤其容易。

### 促销
如果你知道客户群的媒介和信息搜集以及决策习惯，更别说他们那个群体特有的词汇库了，促销计划就很容易做。通常每个行业或产品领域都有特定的展览、分析师、出版物、博客和零售批发点。这意味着一旦你找出和你的行业或产品相关的这些，促销计划不言自明（取决于你的预算）。但是找出与你特定的领域相关的这些内容需要特别的技巧，需要时间积累经验。促销技巧很大程度上取决于市场传播战略（见下）。

### 地点（销售和分销）
对企业市场而言，熟悉产品服务、有经验和有效的直接销售团队（内部或外部）通常很重要。如果你也通过分销渠道销售，销售团队的数量和类型可能很不同，而你作为一个市场人员的成功很大程度上取决于他们的成功。

### B2B市场传播方法
B2B市场传播的目的是支持组织的销售和增加公司利润。B2B市场传播战术通常包括广告、公共关系、直邮、展会、销售合同、品牌经营和网站设计以及搜索引擎优化等互动服务。企业营销协会是服务于B2B营销专业人士的行业组织。它成立于1922年，提供认证项目、研究服务、会议、行业奖励和培训项目等服务。

#### 用一句话定位
企业营销中的重要的第一步就是找到一个定位的句子。这句话应该说出你做什么以及怎样区别你和竞争对手、你好在哪里、有效在哪里。

#### 确定要传播的信息
下一步是确定要传播的信息。它通常包括一个明确告诉顾客你做什么和能为他们带来什么收益的主信息和几个包括支持论据、事实和数字的辅助信息。

#### 策划活动计划
不论你的企业营销活动是什么形式的，一上来就做个全面的、针对产生最高投资回报的资源的计划，确保你的基础设施能够支撑这个营销进程的每一步而不是只包括开头，确保整个组织都做好了得体地处理咨询的准备。

#### 通知公关公司
一份标准的告知文件是个好主意。它不仅能让公关公司把重点放在对你和你的活动重要的事情上，还能作为你的告知文件的一份重要事件的清单。告知文件的典型要素包括：你的目标、目标市场、目标受众、产品、活动介绍、产品定位、图表考虑、企业指导手册和其它支持材料和发放产品。

#### 衡量结果
衡量结果的真正价值在于把营销活动和商业利益联系起来。毕竟你不是为了营销而做营销活动。所以必须总是衡量你的活动成果。如果可能的话，衡量你对想达到目标的影响，例如赢得每位顾客的成本、每次领先的成本或其它客户认知上的变化。

## 企业营销有多大？
Hutt and Speh (2001)指出“企业营销人员的市场最大；用美元衡量的工业或企业市场的交易额大大超过最终消费者市场”。例如，他们发现GE，DuPont和IBM等公司每天用于支撑其运营的购买超过六千亿美金。
Dwyer and Tanner (2006)认为公司、政府部门和机构的购买占美国、加拿大、法国等工业化国家经济活动的至少一半。
企业营销协会2003年赞助的一项研究估计美国的企业营销人员每年花费850亿美金推销他们的产品和服务。这个研究将这些开支分类如下（单位为十亿美金）：
- 展会活动 -- 17.3
- 因特网或其它电子媒介 -- 12.5
- 促销及其它市场支持 -- 10.9
- 杂志广告 -- 10.8
- 宣传和公共关系 -- 10.5
- 直邮 -- 9.4
- 代理商分销商材料 -- 5.2
- 市场调研 -- 3.8
- 电话营销 -- 2.4
- 邮购目录 -- 1.4
- 其它 -- 5.1

存在着一个企业营销协会的事实就说明了这个行业的大小和可信度。企业营销协会的前身是1922年成立的全国工业广告协会。今天，总部位于芝加哥的企业营销协会在全国19个分会拥有2000多名会员。它的会员中包括专注于企业营销的市场传播公司。

## 什么推动了企业营销的发展？
据Morris, Pitt and Honeycutt (2001)，企业营销经历的快速发展和变化大多是因为今天世界上发生的三个“革命”。
第一个是技术革命。技术正以前所未有的速度向前发展，这些变化推动了新产品和服务开发的步伐。这很大一部分和因特网有关，将在下面更具体地讨论。
技术和企业战略携手前进。两个是相关的。技术支撑着组织战略，而企业战略也推动了技术发展。两者对企业营销都至关重要。
第二个是企业革命。为了保持竞争力，很多公司裁员和改组。今天，适应能力、灵活性、速度、进取和创新是保持竞争力的关键。市场营销通过发现现有产品的市场空间、未开发的需求和新的使用者以及创造销售、分销和客户服务的新过程引领着企业。
第三个是市场营销领域的革命。公司不再满足于传统的想法，正在采用新的框架、理论、模型和概念。他们不再只关注大众市场和交易。关系、合作伙伴和联盟确定今天的市场。分蛋糕的方式过时了。公司正根据单个客户定制他们的营销计划。

## 因特网的影响
因特网已经成为企业营销人员客户关系管理战略中的一个重要组成部分。Dwyer and Tanner（2006）指出企业营销人员不仅用因特网改进客户服务还利用它拉近和分销商的关系。
据Anderson and Narus (2004)，作为因特网的副产品出现了两种分销商：信息中间人和巨无霸中间人。信息中间人，例如谷歌和雅虎，指在企业营销的世界里充当经纪人或中间人的搜索引擎公司。他们向公司收取找信息、横幅和弹出式广告、搜索引擎优化服务的费用。巨无霸中间人拥有强大的因特网站，为顾客提供多种产品、多个卖家和多种服务并按销售额收取佣金。
随着企业对企业交易的发展，因特网带来了前所未有的、事实上十年前看来可能很好笑的合作热情。例如，十年前谁能想到福特、通用汽车和戴姆勒-克莱斯勒公司会成立一个合资公司？这发生在三巨头都开始网上销售的90年代末。三家公司本来各为其政，但发现了他们合作可以产生规模效益。这样就产生了世界上最大的因特网企业：福特汽车网和通用汽车交易网合并了，戴姆勒-克莱斯勒公司作为第三个合作伙伴参加。
这个网站没有经受住时间的考验，但是有经受住时间考验的，例如2005年由合并 WorldWide Retail Exchange和GlobalNetXchange (GNX)成立的Agentrics。Agentrics为遍布全球的50个零售商和300多个顾客服务，会员总销售额达1万亿。Hutt and Speh （2001）认为这种虚拟商场使公司和供应商能够实时供货，简化了购买过程，降低了成本。

### 进一步阅读
- Anderson, James C., and Narus, James A. (2004) Business Market Management: Understanding, Creating, and Delivering Value, 2nd Edition, 2004, Pearson Education, Inc.
- Business Marketing Association (2003) "Marketing Reality Survey"
- Dwyer, F. Robert, Tanner, John F. (2006) Business Marketing: Connecting Strategy, Relationships, and Learning, 3rd Edition, McGraw-Hill/Irwin
- Greco, John A. Jr., (2005) "Past indicates promising future for b-to-b direct; BtoB magazine, June 13, 2005
- Hutt, Michael D., Speh, Thomas W. (2004) Business Marketing Management: A Strategic View of Industrial and Organizational Markets, 8th Edition, Thomson/South-Western
- Morris, Michael H., Pitt, Leyland F., and Honeycutt, Earl Dwight (2001) Business-to-Business Marketing: A Strategic Approach, Sage Publications Inc.
- Reid, David A., and Plank, Richard E. (2004) Fundamentals of Business Marketing Research, Best Business Books, an Imprint of The Haworth Press, Inc.
- Brown, Duncan and Hayes, Nick. Influencer Marketing: Who really influences your customers?, Butterworth-Heinemann, 2008